# Hondaella brachytheciella
Hondaella brachytheciella är en bladmossart som beskrevs av Hisatsugu Ando 1960. Hondaella brachytheciella ingår i släktet Hondaella och familjen Hypnaceae. Inga underarter finns listade i Catalogue of Life.